# Thunderdome
Pour les articles homonymes, voir Thunderdome (homonymie).
Thunderdome est un concept néerlandais axé sur la techno hardcore et le gabber, principalement utilisé en tant que franchise médiatique et désignant une variété d'événements, de compilations et autres produits dérivés. Thunderdome est, à l'origine, un festival de musique organisé par l'entreprise événementielle néerlandaise ID&T. Le premier événement Thunderdome se déroule le 20 juin 1992 à la patinoire du Thialf de Heerenveen, aux Pays-Bas.
Au fil des années, tant les festivals que les compilations Thunderdome gagnent en audience, d'abord aux Pays-Bas puis en Europe, marquant par la suite une influence massive dans le monde entier. Thunderdome est l'un des concepts phares de la culture gabber durant les années 1990. Cependant, le festival connait une phase critique durant le début des années 2000 ce qui mènera à sa fermeture temporaire. Il connaît un nouvel essor durant la deuxième génération gabber au milieu des années 2000. Toutefois, ID&T annonce la dissipation du concept fin 2012, et une dernière soirée, également intitulée The Final Exam en hommage à la toute première rave organisée, achève son histoire le 15 décembre 2012. L'émission de radio Thunderdome Radio perdure jusqu'à fin 2013, et désormais l'esprit de Thunderdome survit chez ses fans. Thunderdome (Global Hardcore Nation) a sa propre scène au festival Tomorrowland à Boom (Belgique) qui a lieu en juillet. 
En 2017, le festival refait surface pour célébrer les 25 ans de Thunderdome. Depuis le festival semble avoir repris à un rythme régulier. Il y a eu des éditions en 2019, 2022, 2023 et 2024. Il n'y en a pas eu en 2020 et 2021 en raison de la pandémie de Covid-19. Chaque année, les vidéos complètes du festival sont publiées et disponibles au visionnage sur YouTube.  

## Histoire

### Débuts
Les premières soirées organisées par trois étudiants — Irfan van Ewijk, Duncan Stutterheim et Theo Lelie — se déroulent en 1991, dans un centre de loisirs nommé Omshanti, situé à Landsmeer, aux Pays-Bas. La fermeture de Omshanti devant avoir lieu le 1er janvier 1992, ils organisent la soirée d'adieu, à laquelle quelque 300 personnes se rendent, le 31 décembre. Il s'agit là du début de la collaboration de ce qui va devenir ID&T. Par la suite, au printemps 1992, les trois étudiants pensent organiser une deuxième soirée, mais optimistes à la suite du succès de la soirée du réveillon, ils décident de faire les choses en grand, et se lancent dans l'organisation d'une grande rave party pour fêter la fin de leur scolarité. Les organisateurs souhaitent, au travers de cette soirée, avoir un fort impact médiatique aux Pays-Bas en proposant un nouveau concept de soirée, dont la programmation musicale est basée sur une version plus hardcore de la house qui est en train d'émerger aux Pays-Bas. Pour faire la promotion de cet événement, les trois compères partent pour Hilversum, au studio de radio de Jaydee qui anime alors l'émission For Those Who Like to Groove diffusée dans tous les Pays-Bas, en plus de la distribution de flyers. The Final Exam, une soirée d'un genre nouveau, se déroule le 20 juin 1992 à Utrecht, aux Pays-Bas, avec entre 11 et 14 000 personnes présentes,. Duncan Stutterheim, cofondateur du label, explique que lui et ses compères n'attendaient que 3 000 personnes (pour 20 000 places en vente) et une telle affluence constituait pour eux une très bonne surprise. Et même si le nom de la soirée est différent, il s'agit bien de la fondation du concept Thunderdome repris lors des soirées suivantes.
La première soirée portant le nom de Thunderdome a lieu le 3 octobre 1992, à la patinoire du Thialf d'Heerenveen. Le nom de la soirée, avec thunder en français : « tonnerre », a été choisi pour marquer les esprits, les beats devant « tonner » durant toute la nuit au sein du Thialf, dont la structure portant la couverture évoque la forme d'un dôme. Le lineup n'est pas encore totalement orienté hardcore et gabber, ce qui fait que la soirée demeure classée comme étant une rave party ou house party, mais la séparation est proche entre house et hardcore. Certains des DJ présents ce jour-là se souviennent de cette soirée comme d'un moment inoubliable, comme notamment Weirdo qui explique : « Je me souviens clairement du tout premier Thunderdome à Thialf, là où j'ai lancé ma première compo' devant 10 000 personnes pour la toute première fois ». De son côté, Dov Elkabas note que « c'était un moment de bonheur, cette nuit avec seulement quatre DJ aux platines, The Dreamteam. Thunderdome s'est développé si rapidement, comme un coup de tonnerre ». Le concept de la soirée fait la part belle aux effets pyrotechniques, aux lasers, et l'Octopus, attraction foraine, est installée au cœur de la salle, qui constitue par la suite un fil rouge des événements Thunderdome.
1993 marque un pic dans l'enchaînement des soirées, à mettre en parallèle de la sortie de la première compilation Thunderdome. Pas moins de sept events se succèdent cette année-là : The Thunderdome Dome II, le 13 février 1993 au Frieslandhallen de Leeuwarden ; Thunderdome III le 13 mars au Statenhal de la Haye — premier événement à guichet fermé — ; Thunderdome IV le 3 avril, de retour au Thialf ; Thunderdome V le 8 mai au Martinihal de Groningue ; The Place To Be le 9 octobre à nouveau au Martinihal ; et enfin Thunderdome '93, de retour au Jaarbeurs d'Utrecht, le 27 novembre. L'édition du Martinihal en mai 1993 devait être la dernière édition de Thunderdome (d'où son intitulé initial, The Final Thunderdome), que le flyer qualifie d'ailleurs de « légende de la house ». Néanmoins, ID&T a décidé, devant l'engouement du public, de poursuivre les soirées organisées autour de ce concept novateur et qui a su rencontrer son public. Le retour se fait d'abord timidement en octobre 1993, lors d'une soirée qui n'est pas titrée Thunderdome mais The Place to Be, qu'ID&T comptabilise rétrospectivement comme étant la sixième soirée du nom. Le vrai retour se fait au Jaarbeurs, où 20 000 à 30 000 personnes remplissent le Prins van Oranje Hal tout juste inauguré dans ce qui constitue alors la plus grosse rave néerlandaise.

### Popularisation hors des frontières
En 1994, le concept commence à s'exporter, et certains partenariats commerciaux voient le jour. Thunderdome en Belgique était organisé au Sportpaleis d'Anvers et dans des clubs tels que le Planet Hardcore (club) à Termonde (Dendermonde) le 3 avril 1994, l'Extreme à Affligem le 16 décembre 1994, le Club X à Wuustwezel le 7 juin et le 13 septembre 1996, le Cherry Moon à Lokeren le 31 octobre 1997. Le 16 avril, Thunderdome arrive en Suisse, avec un concert de 22 h en deux parties, à cheval entre la Stadthalle de Dietikon et l'aéroport de Zurich. Puis le 24 juin, Thunderdome occupe la plus grande des six scènes de Mystery Land, gigantesque rave coorganisée en plein air par ID&T et TNT, au sein des darses de Maasvlakte, dans le port de Rotterdam. Ce sera toutefois un échec commercial, TNT s'en relève difficilement et Mystery Land ne reprend qu'en 1996 en collaboration avec ID&T. À peine un mois après, Thunderdome arrive en Allemagne, avec une soirée organisée le 11 juillet à la Sporthalle de Cologne. 1995 marque un creux dans l'histoire de Thunderdome et du gabber. Retour aux Pays-Bas lors d'une collaboration avec Multigroove à Zaandam, le Jour de la Reine, le 29 avril, et dans un format plus modeste, puis à nouveau en Allemagne, à Oberhausen, le 13 mai. Ces soirées comptent entre 4 000  et   5 000 participants. Le 26 août, Thunderdome et Hellraiser font cause commune lors de l'event Digital Overdose - 95 aux Sporthallen Zuid d'Amsterdam ; parmi les six halles occupées, les DJ d'ID&T et d'IST — société organisatrice des événements Hellraiser — occupent la salle principale avec deux scènes face à face. Cette soirée se fait sur fond de scission entre le happy hardcore et le hardcore, que représentent les deux scènes. L'opposition entre les spectateurs des deux tendances est affirmée, y compris commercialement. Mais 1996 annonce le retour en force de l'événement, avec Thunderdome '96 - Dance or Die! au FEC Expo de Leeuwarden. La soirée est une grande réussite, le public nombreux et les DJ satisfaits de l'ambiance, à en croire The Prophet. Retour de Mystery Land le 16 juin 1996, coorganisé avec TNT, après l'échec de 1994, cette fois-ci à l'aéroport d'Eindhoven après quelques hésitations quant aux autorisations de la municipalités — qui ne seront jamais renouvelées pour un festival hardcore —, après une forte promotion lors de l'émission télévisée Hakkeehhh!! de TMF. Thunderdome passe ensuite en ex-Allemagne de l'Est, à Schwerin. Et c'est à Anvers en Belgique que Thunderdome finit l'année. La soirée dont de belles performances de 3 Steps Ahead, Bodylotion ou MC Rage et son Fuck the Macarena, et les animations spectaculaires (dont du saut à l'élastique au-dessus de la foule en plus des désormais traditionnels shows lasers) est un tel succès qu'elle est consacrée en 1997 comme meilleure soirée hardcore européenne en 1996, selon un sondage réalisé par Thunder Magazine,.
1997 marque une volonté d'étendre la présence européenne du festival, marquée par des concerts en Europe. D'abord le 29 mars en Belgique, à Anvers, au Sportpaleis en partenariat avec la chaîne de télévision Kanaal 2, où le public belge est renforcé de bus venant d'Allemagne, des Pays-Bas et de France, avec seize bus au départ de Paris. Les hymnes sont composés par PCP et les vingt-six personnes qui terminent la soirée à l'hôpital ne semblent pas avoir terni le succès de l'événement. Ensuite, en Allemagne, à la Turbinehalle d'Oberhausen et retour aux Pays-Bas, au Recreatieterrein de Bussloo, lors de The Blubber Edition, durant laquelle toute la soirée a manqué être gâchée par les averses, la piste de danse se transformant en vaste étendue de boue pour les 25 000 visiteurs. Thunderdome continue en Belgique avec le concept Global Hardcore Nation, spécialement conçu pour le Sportpaleis, pour laquelle 120 bus venus des Pays-Bas convergent vers à Anvers, représentant 18 000 danseurs lors de ce qui était considéré deux ans plus tard par un sondage de Thundermagazine comme la meilleure soirée hardcore de tous les temps, faisant la une de la Gazette d'Anvers. Cette soirée marque également les adieux à la scène de Dennis Doeland (Weirdo). L'année s'achève de retour aux Pays-Bas, à Overijssel, lors d'un co-organisation avec Ravers Religion. En 1998, Thunderdome retourne en Belgique, fort du précédent succès de son Global Hardcore Nation. Mais pour sa deuxième édition, l'ambiance n'est pas la même, l'organisateur incriminant les restrictions imposées par la municipalité en matière de niveau sonore. Durant l'été, Thunderdome constitue la plus grande des huit scènes de Mystery Land, puis nouvelle coopération avec Hellraiser lors du Digital Overdose 1998. Et l'événement Thunderdome '98, en novembre à Leeuwarden, est marquant d'un point de vue stylistique, officialisant l'arrivée du newstyle et sa confrontation avec le terror ; l'opposition est franche entre les partisans du newstyle, plus dansant, plus lent et plus « féminin », et ceux du terror, se revendiquant davantage intransigeants et rapides. L'événement est également l'occasion pour ID&T de faire une belle opération de communication, célébrant le franchissement de la barre des 3 000 000 compilations vendues, et de proposer à cette occasion un concours de djing. Toutefois, la soirée est gâchée par la présence importante de groupes politisés d'extrême droite, et de nombreuses bagarres éclatent durant la soirée.
En 1999, Thunderdome revient au Thialf pour une unique soirée, dans un contexte morose, le gabber ne fait plus autant recette, le nombre de gabber stagne et les DJ manquent d'entrain. Toutefois, le style, résolument orienté industrial, et l'ambiance, dans une mise en scène très poussée : broyeurs, lance-flammes, décor post-apocalyptique, donnent aux organisateurs une grande satisfaction, estimant retrouver l'esprit underground ayant marqué les débuts de Thunderdome. L'édition en plein air Thunderdome Outdoor, prévue le 21 août, est elle annulée. Quant à l'édition organisée le 1er avril 2000, elle est également annulée dans un contexte tendu. Une contre-soirée, sans le nom de Thunderdome mais reprenant l'esthétique et le sous-titre de la soirée annulée, Hardcore Resurrection, est organisée au Vechtsebanen d'Utrecht.

### Reprise après la césure de 2000

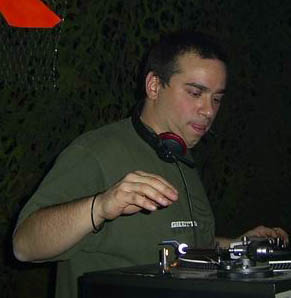
Lenny Dee a été l'un des nombreux participants aux festivals Thunderdome.

Après le coup d'arrêt reçu par Thunderdome en 2000, ID&T relance doucement la machine. Pour les années 2000, l'événement est organisé de manière régulière, alternant une ou deux présences lors de festivals en plein air durant l'été, et un événement Thunderdome en hiver. Cette nouvelle périodicité débute en 2001, où Thunderdome, après une participation au Nature One en août, le premier événement « nouvelle formule » a lieu au Heineken Music Hall, le 25 août, accompagné d'un message très clair sur les flyers et sur le site internet : les néonazis et autres extrémistes, à l'origine de l'échec de Thunderdome '98, seront exclus de la soirée.
En 2002, tout en poursuivant la participation au Nature One en août, Thunderdome fête ses dix années d'existence et ID&T parvient pour l'occasion à investir le RAI à Amsterdam, performance obtenue grâce au regain de renommée conquis par l'organisateur après les succès de Shockers et d'Innercity. La soirée se fait autour de deux pôles, l'un dédié au oldschool — musique 1992-1997 — avec notamment un tribute en français : « hommage » à 3 Steps Ahead, alors hospitalisé à cause de son cancer, et l'autre au son innovant, plus dark, accueillant des figures montantes comme Endymion ou Outblast. L'événement se déroule à guichet fermé, et les 15 000 spectateurs convainquent ID&T du regain de vigueur que connaît la scène gabber. En 2003, après la désormais traditionnelle participation au Nature One, sur une scène élargie du fait du succès de l'édition 2002, la soirée Thunderdome 2ndGEN se déroule au Jaarbeurs d'Utrecht, le 25 octobre, avec pour thématique l'arrivée d'une nouvelle génération de hardcore. L'événement débute par une minute de silence en hommage à 3 Steps Ahead, décédé peu avant. Un des moments forts de la soirée, la venue en special guest du DJ Raymond K, est finalement annulée après son implication dans un trafic d'extasy. En 2004, le Nature One offre deux soirées successives à la scène Thunderdome, puis l'événement de fin d'année se tient à nouveau au Jaarbeurs d'Utrecht.
Après le succès de l'édition de 2004 et deux scènes estivales au Nature One et cette année-là au Dominator à côté des scènes de Masters of Hardcore et HouseQlassics de Q-dance, Thunderdome revient au Jaarbeurs Utrecht pour son édition de 2005. Cette édition marque le dépassement de la barre du million de visiteurs aux soirées Thunderdome.
En 2006, après la scène au Nature One, Thunderdome fait de nouveau sa soirée annuelle au Jaarbeurs d'Utrecht. 2007 est une année chargée, avec trois scènes extérieures — Nature One, Mystery Land dont Thunderdome était absent depuis 1998, Q-Base — dont deux en Allemagne et l'événement annuel. D'abord prévue au Jaarbeurs Utrecht le 1er décembre, ID&T décide finalement de réinvestir le RAI d'Amsterdam, comme pour le dixième anniversaire, lui permettant au passage d'aménager trois scènes au lieu de deux. Le 15 décembre 2007, « Thunderdome XV - 15 Years of Thunderdome » constitue ainsi un temps fort de la saga Thunderdome. En 2008, au plus fort de la deuxième génération gabber, ID&T en revient à faire deux événements dans l'année, au printemps d'abord au Heineken Music Hall d'Amsterdam, puis en hiver au Jaarbeurs d'Utrecht, tout en faisant comme chaque année scène de plein air lors du Nature One. La campagne promotionnelle de l'événement de décembre, d'abord discrète, a fait apparaître dans les rues des villes néerlandaises de plus en plus de stickers, affiches, etc. sur fond jaune, qui ont créé une identité visuelle particulière lors de ce festival. En 2009, la programmation connaît un nouveau paroxysme, avec deux événements et quatre scènes extérieures, soit autant de séances qu'en 1993. Au-delà des participations aux événements Dominator, Nature One, Mystery Land et Q-Base, la Fight Night du printemps et la Thunderdome 2009 sont de vrais succès pour ID&T. La Fight Night a été particulièrement travaillée du point de vue de la mise en scène, avec la mise en place d'un ring de boxe au centre de la salle où les DJ venaient mixer l'un contre l'autre, sous forme de battle. Quant à l'événement de décembre, Alles naar de klote en français : « tout en morceaux, ou tout dans la chatte », son thème est la destruction.

### Continuité et pause
À partir de 2010, le rythme se calme de nouveau. Deux participations aux événements en plein-air de Nature One et du Qontinent — douze ans après le dernier passage du festival en Belgique, ce fois-cis au sein d'un événement Q-dance — et un événement en propre au Jaarbeurs d'Utrecht se déroulent dans un contexte de relatif reflux de la deuxième vague gabber. Les soirées alternent des programmations industrial, early et hardcore, et le thème de décembre, Breaking Barriers, vise à faire « tomber les cloisons » entre ces différents styles. En 2011, comme en 2010, Thunderdome est présent en août lors des événements en plein-air Nature One et The Qontinent. Pour la soirée annuelle de décembre, ID&T réalise une importante campagne publicitaire. De nombreux petits spots sont diffusés via YouTube, mettant en scène les têtes d'affiche de la soirée — Kasparov, Promo et D-Passion, Negative A et Unexist, Partyraiser, Neophyte et Tha Playah, Art of Fighters, Korsakoff, Nosferatu et Endymion — accueillis dans un hôtel glauque par le room service assuré par MC Ruffian… ID&T a cette fois-là fortement travaillé la mise en scène et l'ambiance avant même la soirée. Citant le rappeur américain Nas, Sleep is the cousin of death, ID&T a donc proposé ce soir-là une inquiétante soirée, baptisée Toxic Hotel.
En 2012, ID&T célèbre le vingtième anniversaire de son événement le plus représentatif en organisant une tournée. Après avoir, « comme d'habitude », pris part au Nature One 2012 « You Are Star » allemand, dont ID&T organise la vente des tickets pour cette 18e édition des 3 et 5 août sur la Raketenbasis de Pydna à Kastellaun en Allemagne,, puis au Qontinent belge de Q-dance et Bass Events, ID&T prolonge la tournée avec des dates au Q-Base allemand, en Italie et en Suisse. Mais au cours de l'automne, ID&T annonce que cette édition de Thunderdome sera la toute dernière. Lançant alors sa campagne promotionnelle « Be a part of history » en français : « faites partie de l'histoire », ID&T matraque sa décision d'arrêter le concept, également pour en faire un coup commercial. Le 15 décembre 2012 marque donc la dernière soirée organisée sous le nom de Thunderdome,. En hommage à la première soirée organisée en 1992, elle porte le nom de The Final Exam, montrant ainsi la fin d'un cycle. Durant cette soirée, le early hardcore est privilégié et des DJ tels Promo, Lenny Dee ou encore Tieum étaient présents, tout en laissant également place à la nostalgie et à l'émotion de cette dernière édition. Car si la scène gabber poursuit son chemin, elle ne sera plus la même désormais,. En date de décembre 2012, ce sont au total 63 events qui se sont déroulés tout autour du monde. Thunderdome disparaît complètement en 2013 et 2014. Entretemps, en 2015, le concept Die Hard Day est organisé et a également lieu en 2016.

### Retour

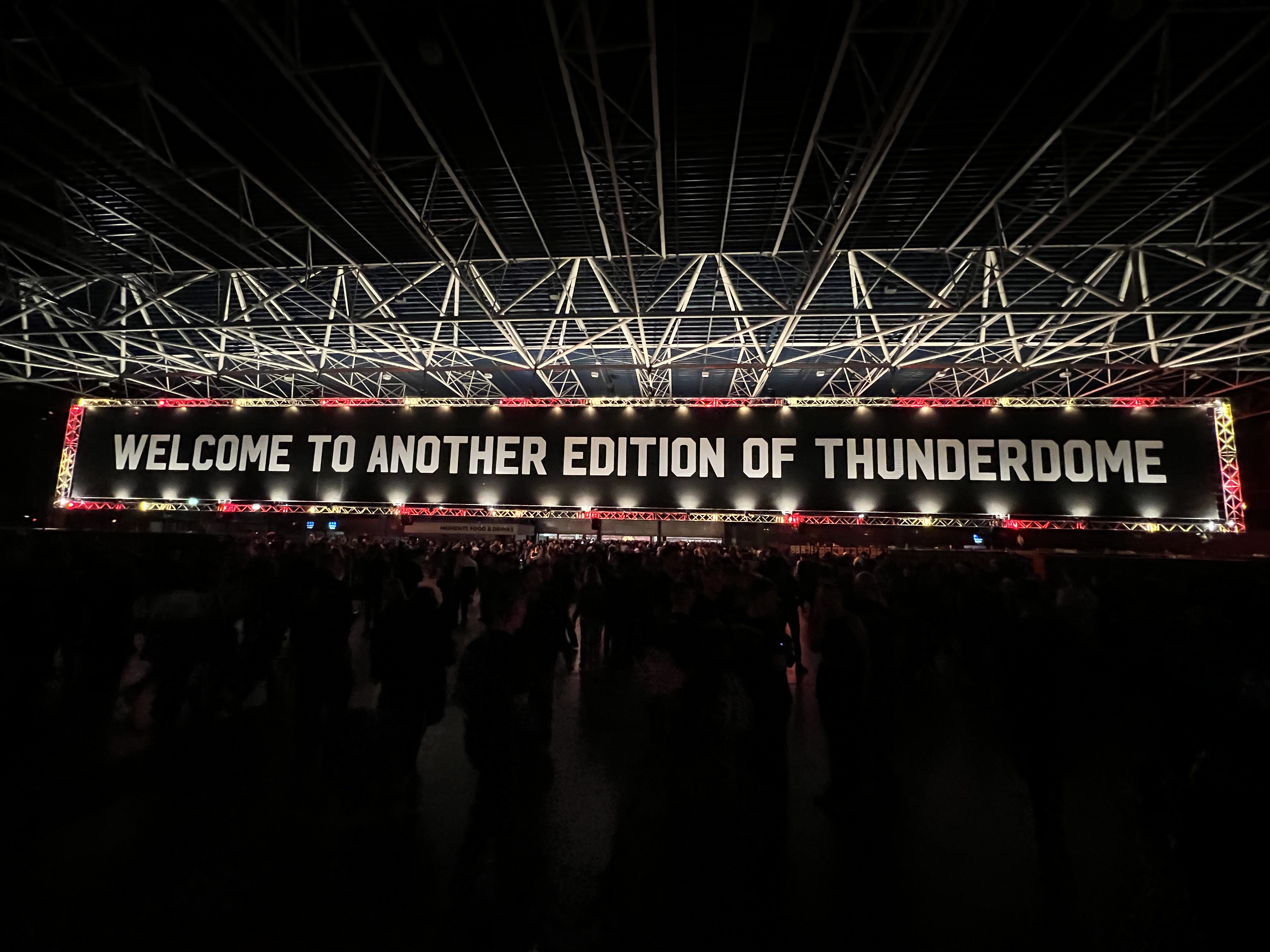
Bannière Welcome to another edition of Thunderdome pendant l'édition 2022.

À l'occasion de ses 25 ans d'existence, Thunderdome revient en 2017 et continue d'être organisé annuellement depuis,. En 2018, le festival organise la 3e édition de son concept Die Hard Day. Le 14 octobre 2019, à l'approche de l'édition 2019, Thunderdome publie sur sa chaîne YouTube une bande-annonce d'un documentaire à venir intitulé Thunderdome Never Dies - The Full Story. Ce documentaire de 82 minutes, produit en collaboration avec Deep Thought Productions et 2CFilm, détaille l'histoire et l'impact de Thunderdome, y compris ses origines. Le documentaire sort dans les salles de cinéma aux Pays-Bas le 14 novembre 2019.
Thunderdome dévoile son line-up de l'édition de 2021 en octobre 2021 qui inclut entre autres Angerfist, Catscan, Tha Playah, Broken Minds, Andy the Core, et Lady Dammage. Le 8 septembre 2021, Thunderdome publie une courte bande-annonce de 10 secondes sur sa chaîne YouTube annonçant l'édition 2021, prévue pour le 11 décembre 2021 au Jaarbeurs Utrecht. Une bande-annonce complète d'une minute est diffusée le 6 octobre de cette même année. Cette édition est ensuite reportée en raison des règles spéciales applicables aux événements aux Pays-Bas à la suite de la pandémie de Covid-19. Elle a lieu le 10 décembre 2022 au Jaarbeurs Utrecht, célébrant le 30e anniversaire de Thunderdome. Une bande-annonce mise à jour est publiée le 10 août 2022. Pour cet événement 2022, Thunderdome emmène les visiteurs dans un voyage à travers l'évolution du hardcore néerlandais e 90 000 images, à l'aide de lumières et de lasers, et d'une installation vidéo LED unique et ultramoderne.
L'édition 2023 démarre en ouverture avec Hysta, star montante de la scène uptempo française, devant plus de 50 000 visiteurs.
À la fin de l'édition 2023, Thunderdome annonce son retour en Belgique. C'est donc à Anvers que l'édition a lieu en raison des travaux au Jaarbeurs d'Utrecht dont les halles P1, P3 et Prins van Oranjehal ont été démolis. L'édition se tient sur deux soirées, les 12 et 13 décembre 2024.

## Concept

### Création et popularisation
Originellement, Thunderdome est un festival organisé en 1992 par Irfan van Ewijk, Duncan Stutterheim et Theo Lelie, trois jeunes étudiants néerlandais. Ceux-ci créent par la suite leur propre label discographique, ID&T, après la popularisation des soirées et des différents médias relatifs au concept. Une série de compilations est commercialisée juste après le premier festival. Par la suite, un logo est créé pour le concept, The Wizard, représentant un mystérieux sorcier et apposé sur de nombreux produits dérivés lors d'une politique merchandising expansionniste, proposant vêtements et divers accessoires. En parallèle à son partenariat avec Arcade Music, ID&T produit indépendamment ses artistes estampillés Thunderdome, dont la Dreamteam ; les albums, les vidéos et autres vinyles de ses artistes portent la marque Thunderdome.
Essayant d'étendre l'influence du hardcore et se laissant porter par le mouvement gabber qui connaît au début des années 1990 un fort engouement aux Pays-Bas, le label organise par la suite certains des festivals de musique électronique les plus célèbres, tels que Mystery Land et Sensation Black ; dans la continuité de cette idée, ID&T met sur pied le concept des soirées Thunderdome et les soirées se popularisent au fil du temps, faisant passer le concept de la soirée gabber de la réunion underground à la rave party gigantesque,. Les années suivantes, la musique devenait de plus en plus rapide. Les fondateurs de l'événement, Irfan, Duncan et Theo, décident de fonder leur propre label discographique qu'ils baptisent ID&T, un acronyme issu des premières lettres de leurs prénoms, ; Theo quittera par la suite le label. En 1994, Mystery Land est organisé par le label dans le but de former le plus grand événement musical en plein air de tous les temps avec 275 000 watts de musique, un super-écran vidéo, de puissants lasers, soixante DJ durant la même soirée, de nombreuses attractions et 40 000 personnes à accueillir, en plus des musiques hardcore, trance et ambient ; cependant, l'événement n'a pas eu le succès escompté. La même année, une compilation intitulée Thunderdome X-Mas est commercialisée recensant des compositions spéciales Noël et une campagne publicitaire massive est organisée pour la huitième édition de Thunderdome. La popularisation en Europe passe par des campagnes publicitaires télévisées, comme en 1994 sur les chaînes du réseau MTV. En France, les spots publicitaires sont diffusés sur les chaînes publiques, à partir de Thunderdome VIII en 1995 et jusqu'à Thunderdome - Chapter XXI en 1998 avec la participation de Skyrock, puis encore quelques spots — Thunderdome - Hardcore Rules The World en 1999 et Thunderdome - A Decade Live en 2002 — avec celle de Fun Radio.

### Crises et controverses

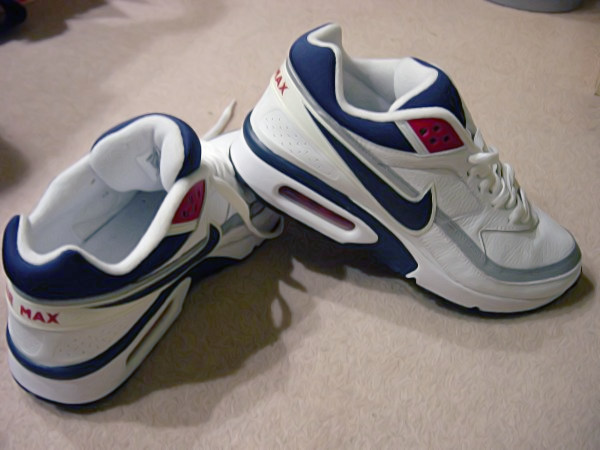
Les Nike Air Max étaient l'une des paires de chaussures les plus portées du mode vestimentaire des adeptes de hardcore.

Malgré le succès des festivals et des compilations, les relations entre les artistes signés chez ID&T et la direction du label ont tendance à se détériorer — les artistes ont voulu laisser de côté le gabber pour le real hardcore, une tendance qui ressort dans Thunderdome XXIV, mais qui ne fut pas couronnée de succès[réf. nécessaire]. Lassés, certains artistes quittent ID&T pour d'autres labels musicaux rivaux comme Masters of Hardcore ou créent leur label indépendant (notamment Buzz Fuzz, Promo et Scott Brown).
Thunderdome était souvent synonyme de hardcore. Cependant, la scène hardcore fait état d'un grand changement dès 1998. Durant cette période, l'attirance du public pour de la musique rapide s'estompe et, par conséquent, la rapidité de cette dernière est réduite aussi bien dans les événements que dans les compilations. Ce nouveau style de hardcore, à cette époque appelé « newstyle », désormais plus influencé par la techno et la trance, devient apprécié par la gent féminine et les événements deviennent plus sociables, festifs, et moins extrêmes. Désormais, les albums Thunderdome comptent de nombreuses compositions de ce nouveau genre remarquable depuis l'album Thunderdome XXI. Cependant, cette nouvelle rythmique ne fait pas l'unanimité auprès des fans et certains d'entre eux en éprouvait un profond dégoût car, à leurs yeux, le newstyle n'était rien de plus que du oldschool hardcore composé sous un autre angle, avec le même tempo lent et le même son, qu'ils considèrent comme la « musique pop du hardcore ». Selon ce même groupe, le newstyle est une « trahison » car le hardcore est censé être agressif et rapide. Mais paradoxalement, c'est grâce à ce style que des sous-genres nouveaux comme le terror et le speedcore se populariseront dans la scène. La mode vestimentaire a également connue un profond changement — des vêtements de marques Aussie, Cavello et Nike Air Max sont portés, ce qui donnera par la suite lieu à des controverses politiques, ce que Thunder Magazine démentira fortement. À la fin des années 1990, Thunderdome se trouve à la pointe de la vague gabber, avec des soirées attirant régulièrement plus de 20 000 personnes. Mais les événements hardcore deviennent particulièrement mal perçus, aussi bien dans les contextes sociaux que politiques, et de nombreuses bagarres éclatent durant les événements. L'événement Thunderdome '98, pour lequel ID&T espère un grand succès et une ambiance festive où — chaque artiste devait recevoir un trophée pour célébrer les trois millions de compilations vendues —, est cependant gâché par une atmosphère particulièrement tendue et malsaine, avec 90 % du public drogué, et le service d'ordre d'ID&T équipé de lampes de poches et de battes de baseball se lancent à la recherche des groupuscules néo-nazis pour les exclure de la soirée. L'année suivante, Thunderdome '99 se déroule un peu mieux, mais les 15 000 visiteurs reçus ne sont pas à la hauteur des espérances, le Thialf étant capable d'accueillir 25 000 fêtards. L'organisation évoque, face à cet échec, les conséquences du chaos et de la confusion qui régnait dans le milieu du gabber. Autre conséquence, les ventes de Thundermagazine baissent à un tel point que le magazine cesse de paraître.
En 2000, Duncan Stutterheim, cofondateur du label ID&T, donne ses impressions concernant Thunderdome, le hardcore et le gabber. Selon lui, « Thunderdome est aussi bien un concept qu'une sensation. Thunderdome a toujours propagé de l'énergie, de la force, un sentiment de rébellion et une bonne convivialité. Aller à Thunderdome signifiait passer du bon temps avec d'autres personnes ; ceux qui ont déjà participé à une grande rave peuvent le certifier. […] Il y a quatre ans, le hardcore était à son apogée. À ce moment-là, un quart des adolescents se disent être des « gabbers ». » Cependant, la scène hardcore, ainsi que les événements Thunderdome, traversent une très grave crise au début des années 2000. Du fait de la mauvaise publicité concernant la musique gabber et de la crainte qu'engendre sa scène, il est difficile de trouver des lieux où organiser les événements. À l'origine, un événement devait être organisé à Gand, dans la communauté flamande, en Belgique, mais le voisinage, accompagné d'avocats et d'officiels haut placés, militent contre cette volonté, et ID&T n'a alors d'autre choix que d'annoncer l'annulation de ce projet le 2 février 2000 sur son site officiel. À la suite de cette décision, les messages de nombreux mécontents sont envoyés à l'organisateur ID&T. Cette période sombre touche le public, les DJ et producteurs, les labels ainsi que les organisations. Irfan, cofondateur du label ID&T, explique que son entreprise décide alors de laisser Thunderdome de côté, de « mettre le concept au frigo », et de voir « comment la scène peut tenir sans eux. » Ils organisent ce qu'il appelle « un type équivalent à Thunderdome » au Vechtsebanen d'Utrecht sous le nom de Hardcore Resurrection.

### Résurrection et dissipation

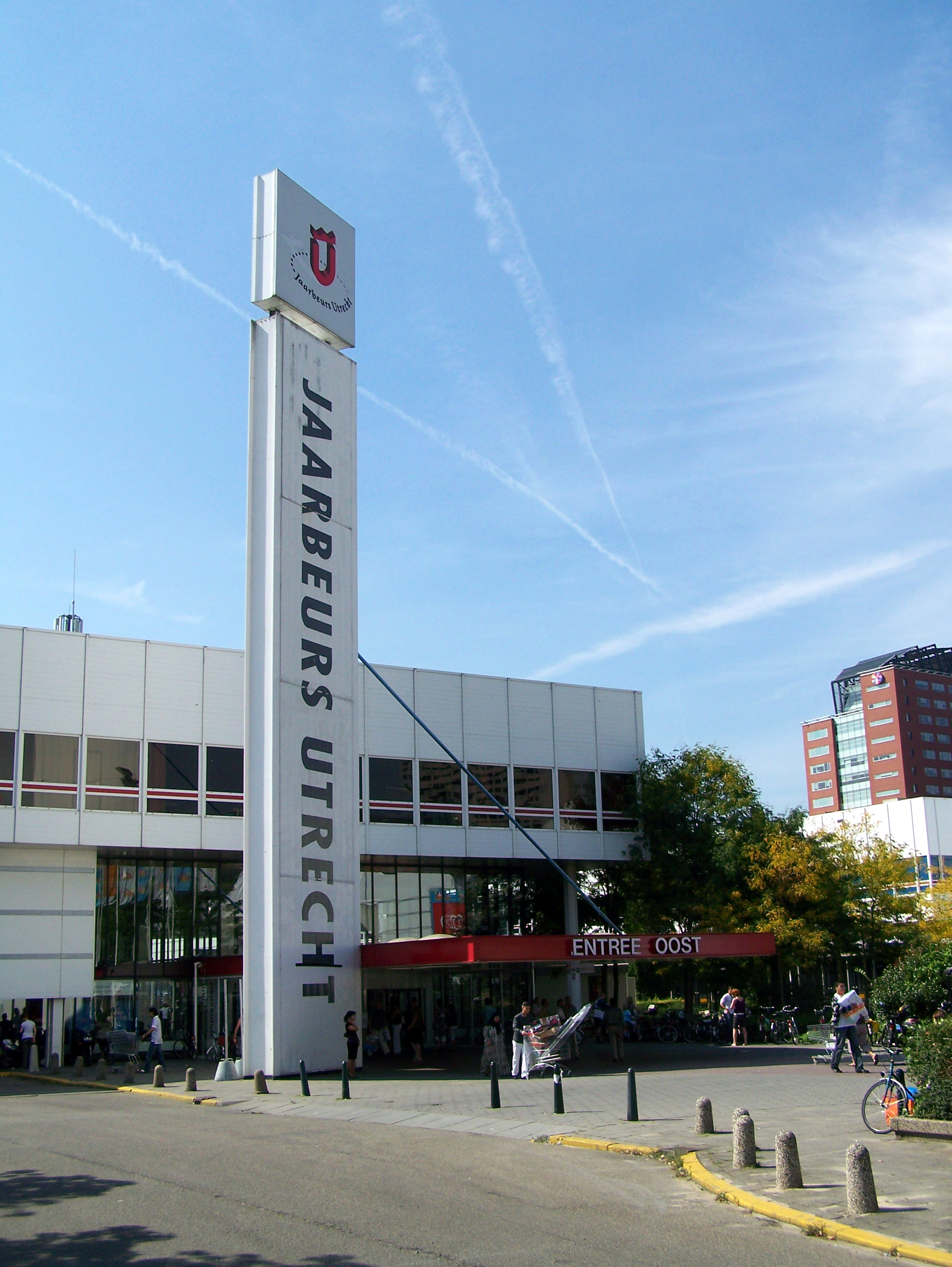
Le Jaarbeurs Utrecht, complexe événementiel ayant accueilli à plusieurs reprises les événements Thunderdome.

L'année 2001 marque le retour « fulgurant » de Thunderdome « avec une nouvelle attitude » et réservé aux « vrais fans », c'est-à-dire aux « adeptes qui donneraient leur vie pour voir vivre Thunderdome encore une décennie. » Ce nouveau départ intervient après le changement radical intervenu au sein de la scène hardcore, aussi bien dans sa musique, — avec l'apparition du newstyle —, qu'au sein de sa culture et de sa popularité alors déclinante ; la scène redevient dès lors underground comme à ses commencements, les marques de vêtements Australian et Cavello ont disparu des rues néerlandaises. ID&T organise une nouvelle soirée dans un nouveau lieu, le Heineken Music Hall, réputé pour son acoustique exceptionnelle, et s'attribue en plus un nouveau slogan : « Fuck The Commerce! » en français : « Nique le commerce ! ». De plus, le label fait bien comprendre que les skinheads néo-nazis ne sont pas les bienvenus au festival, de telles personnes ayant semé la zizanie lors de la soirée Thunderdome '98. L'organisateur informe les potentiels fauteurs de troubles via son site Internet que les visiteurs portant des vêtements véhiculant un message de haine seraient exclus de la soirée,.
En 2002, Thunderdome fête ses dix années d'existence, année durant laquelle la musique gabber fait un puissant retour sur les ondes radio. L'année 2005 marque une nouvelle période pour le label ID&T, une période de consolidation durant laquelle de très grandes soirées étaient lancées dont le nouveau concept Sensation White. De plus, Duncan Stutterheim acquiert 50 % de la compagnie sœur d'ID&T, Q-dance.
En 2007, Thunderdome fête ses quinze ans d'existence. Avant cet événement, une grosse campagne promotionnelle est lancée. Thunderdome Radio enregistre une émission spéciale au Studio 80 à Amsterdam, les DJ invités mixant de 18 h jusqu'à 9 h le lendemain matin, l'écoute de l'émission étant accessible au public de 23 h à 6 h. De plus, deux bandes-annonces sont diffusées à la télévision. La première est rapidement interdite, car elle est d'une extrême violence, et tombe à point nommé pour les détracteurs des auditeurs de hardcore. Présentant les thèmes de profanation et de provocation courants dans la scène gabber — pornographie sadomasochiste, hentai ou lesbiennes usant de fucking machine, extraits de film d'horreur ou violents comme Orange mécanique ou Requiem for a Dream, torture et crucifiement, toxicomanie et traitement par électrochocs, soldats soviétiques et nazis marchant au pas, explosion atomique, maltraitance animale, kamikaze jihadiste mis en miroir de George W. Bush, répression de manifestations — mêlés d'images d'événements hardcore — gabbers dansant à un rythme effréné, DJ aux platines, sonomètre affichant un bon 110 dB — le tout au travers de flashes stroboscopiques pouvant faire penser à des images subliminales. Les images ainsi associées semblent assumer les travers prétendus de la scène gabber, violence et racisme, ce que ses détracteurs prennent au premier degré.
En décembre 2012, ID&T fête les vingt ans de Thunderdome, tout en organisant la toute dernière soirée du festival. L'engouement des gabbers a été tel que tous les tickets, mis en vente le 28 juillet 2012, ont été vendus avant la soirée, les 23 500 places offertes par le RAI Amsterdam ayant toutes été vendues dès le 15 novembre 2012. Un marché noir s'est ouvert, certaines personnes payant jusqu'à 150 € leur place. À la suite de l'événement une pétition voit le jour, demandant à ID&T de maintenir Thunderdome en éveil ; les fans considèrent en effet que cet événement ne peut pas s'arrêter ainsi. ID&T décide finalement en 2012 de mettre fin au concept et la direction justifie sa décision en arguant de ce que « la passion n'y est plus ».

## Influences

### Campagnes promotionnelles
Les démarches commerciales d'ID&T ont été, sinon novatrices, du moins bien souvent originales ; par exemple, l'événement Thunderdome '93 a été précédé d'une Thunder parade, défilé musical dans les rues d'Utrecht avec sound-system monté sur camion et DJ mixant en direct, et le ticket d'entrée était un CD single comportant plusieurs des dernières productions des artistes produits par ID&T, principe repris par la suite en 1996. Peuvent être également citées la production d'une boisson énergisante, Thundertaste, reprenant la graphie et les symboles de Thunderdome, et celle d'un magazine, Thunder Magazine,.
Une bonne partie de la communication faite par ID&T autour de Thunderdome est faite en anglais, qu'il s'agisse de son site Internet ou des flyers, et ce dès les premières soirées,, sans pour autant négliger les communications en néerlandais (langue de Thundermagazine) ou en allemand. À partir de 1999, ID&T commence à diffuser des spots télévisés promouvant ses événements Thunderdome. En 2003, 10 000 exemplaires de cartes d'activation ont été vendus dans le cadre de la promotion pour la « nouvelle génération Thunderdome », permettant à son possesseur de voir des séquences préprogrammées sur un site internet créé spécialement pour l'occasion. En 2009, en préalable à l'événement Alles naar de klote, ID&T organise un concours de vidéos sur YouTube ; les participants devaient poster sous le titre Thunderdome sloopt en français : « Thunderdome démolit » une vidéo les montrant en train de détruire un objet leur appartenant — donnant le thème de la soirée, à savoir « Destruction » — et étaient récompensés à raison d'une place tous les 500 visionnages. ID&T montre l'exemple avec un film sur la démolition du bus Thunderdome. Le vainqueur est reparti avec une vingtaine de places gratuites, sa vidéo ayant dépassé les 10 000 visionnages. L'actualité du concept passe également par Thunderdome Radio, émission diffusée tous les mercredis à partir de 20 h sur Q-dance Radio, radio du label Q-dance.

### Musiques, anthems et hymnes
Dès 1996, ID&T fait la promotion de ses concerts au moyen d'anthems en français : « hymnes »,. En 2006, Thunderdome Records est créé spécialement pour éditer les hymnes officiels des événements. ID&T demande en 2007 à ses meilleurs DJ de produire un anthem qui est utilisé pour la campagne publicitaire préalable au déroulement de la soirée. L'un de ces exemples notables inclut le titre Toxik Hotel composé par les Art of Fighters en 2011.
En 1993, Welcome to the Thunderdome de DJ Dano utilise une phrase prononcée par Tina Turner dans la version originale de Mad Max : Au-delà du dôme du tonnerre. Il fait partie des pistes disponibles sur le ticket-CD donnant l'entrée à Thunderdome '93. Cette phrase, Welcome to another edition of Thunderdome!, est par la suite devenue un slogan, constituant le point d'orgue lors de chacune des soirées Thunderdome. Au vu de la popularité du concept Thunderdome, certains artistes ont fait référence à l'évènement dans leurs compositions. Par exemple, 3 Steps Ahead a intégré le terme de « Thunderdome » au titre de certaines de ses productions, comme This is the Thunderdome et Thunderdome Till We Die (« don't you believe we're in Thunderdome till we die »). Le duo E-Rick & Tactic fait de même avec ses titres Hardcore Rules The World et Meet Her At Thunderdome. En 2006, le Welcome To The Thunderdome mis en musique par Dano en 1993 est remixé par DJ Mad Dog et Tha Playah dans leur titre en collaboration Enter The Time Machine. Sur sa chaîne YouTube, Promo met en ligne une musique gratuite intitulée TD Is Dead reprenant l'ancienne voix des musiques oldschool de Thunderdome.
| Année | Nom de l'event       | Artistes et titres | Réfs   |
| ----- | -------------------- | --- | ------ |
| 1996  | Dance or Die !       | Bass-D and King Matthew - The Thunder Anthem (Original Mix) The Prophet - The Thunder Anthem (Dance or Die) Weirdo - The Thunder Anthem (Weird Siren Mix) 3 Steps Ahead - The Thunder Anthem (Thunderscream)                                                                | [ 29 ] |
| 1997  | The Southern Edition | PCP - Hardcore Motherfucker, Bleep Blaster, A New Mind, Don't Touch That Stereo, 6 Million Ways to Die | [ 33 ] |
| 1998  | Live at Mystery Land | DJ E-Rick & Tactic - Hardcore Rules the World | [ 41 ] |
| 2002  | A Decade - Live      | DJ Dano- Welcome to the Thunderdome DJ Weirdo - Young Birds (Original Mix) (and Dr. Phil Omanski) X-Ess & DJ Promo - Vicious Circle DJ Buzz Fuzz - Jealousy (Is A Motherf#cker) (Neophyte Remix) 3 Steps Ahead (hommage) - Gangster (Tails, Noizer & Drokz Ouwe Gabber Mix) |        |
| 2004  | –                    | Korsakoff - Stardom | [ 50 ] |
| 2006  | –                    | Obscurity / Drokz / Tafkat - 567842 | [ 55 ] |
| 2007  | –                    | Promo / Drokz / 3 Steps Ahead - Welcome to the Thunderdome (Promo Remix), Drop It (Tommyknocker & The Stunned Guys Remix), Money in my Pocket (Promo Remix) | [ 59 ] |
| 2008  | Payback Time         | DJ Mad Dog & MC Justice - Payback Time |        |
| 2008  | –                    | Endymion & Nosferatu - Act of God | [ 61 ] |
| 2009  | Fight Night          | DaY-már vs. Unexist - K.O. The Outside Agency vs. Mindustries - Life and Death | [ 67 ] |
| 2009  | Alles Naar de Kl#te  | Neophyte & Drokz - Sloop die speakers! | [ 68 ] |
| 2010  | Breaking Barriers    | MC Justice & Negative A - Breaking Barriers | [ 71 ] |
| 2011  | Toxic Hotel          | Art of Fighters - Toxic Hotel | ,      |
| 2012  | The Final Exam       | Neophyte & Promo feat. Minckz - TD is You The Sickest Squad & MC Justice - Rock The Show (Industial Anthem) | ,      |

### Société
Thunderdome a constitué un important marqueur identitaire de la culture gabber, et est même considéré parfois comme « l'institution gabber » à part entière. Au total, les soirées ont totalisé plus d'un million d'entrées, et les compilations se sont écoulées à plus de trois millions d'exemplaires. L'une des particularités des soirées Thunderdome était de permettre une entrée gratuite à quiconque présentait un tatouage à l'effigie de Thunderdome ou du Wizard. 8 000 personnes tatouées étaient attendues lors de Thunderdome 2012, ce qui a contraint l'organisation à limiter le nombre d'entrées « tatouage » lors de la dernière édition de 2012,.
En 2013, le groupe de rap néerlandais The Opposites sort un single en collaboration avec Yellow Claw, intitulé Thunder, portant sur Thunderdome et le hardcore en général,. Le titre bénéficie peu après d'un remix orchestré par Evil Activities et E-Life, intitulé simplement Thunder (Evil Activities & E-Life Remix). Ces rappeurs se sont déjà initiés à ce type de son, puisqu'ils étaient déjà apparus sur la scène du Qlimax 2011, et que l'un des deux membres du groupe, Willy, dit « être toujours un gabber ».
Le 15 octobre 2015, Thunderdome est l'objet d'une des conférences du Hard Dance Event au Melkweg d'Amsterdam, forum universitaire de l'Amsterdam Dance Event. Elle se déroule en présence d'Ifan van Ewijk, l'un des fondateurs d'ID&T.

## Médias

### Compilations
Thunderdome se popularise massivement notamment grâce à sa série de compilations, initialement commercialisées à raison de quatre volumes par an, qui contribuent fortement à l'éclosion de la scène gabber. Elle a ainsi contribué à la diffusion d'artistes comme The Masochist, Promo, 3 Steps Ahead, Dione et E-Rick & Tactic. La série des compilations Thunderdome débute fin 1992 et début 1993. Originellement, les compilations étaient commercialisées par le label Arcade Music, partenaire distributeur des productions d'ID&T. Explorant une autre dimension du concept que les fondateurs d'ID&T créent, un premier album Thunderdome, composé par le groupe The Dreamteam, est commercialisé en partenariat avec Arcade Music, et s'écoule à plus d'un million d'exemplaires,,. Le 3 octobre 1992, la première soirée Thunderdome a lieu, tout simplement nommée Thunder Dome.
Dix années auparavant, les compilations house telles que Turn Up the Bass et House Party étaient commercialisées, mais aucune compilation de type hard ne l'était à cette époque. Peu après le premier événement Thunderdome, ID&T décide de commercialiser le tout premier album Thunderdome. Par la suite, la série des compilations devient un succès jusqu'à sa 25e édition. Au total, 3 500 000 exemplaires ont été vendus dans le monde entier, la barre des trois millions étant auparavant franchie en 1997, avec Thunderdome XVII, à une époque où quatre compilations sortent chaque année. En 1998, une tentative pour distribuer la série des Thunderdome aux États-Unis sous le label Arcade America est mise en œuvre, mais un seul album est commercialisé. En 2000, aucun album n'est commercialisé, ID&T ayant souhaité faire une pause avec le concept Thunderdome. À partir de 2001, et à la suite de la cessation d'activité d'Arcade Music, les albums sont commercialisés directement par la section label d'ID&T et de 2004 par Universal. En 2008, la série est prise en main par Dance-Tunes. En 2002, le 10e anniversaire de Thunderdome est l'occasion de festivités spéciales ; à cette occasion, un CD enregistré en direct et un DVD paraissent, tous deux intitulés Thunderdome A Decade.
Les compilations ont été dans l'ensemble bien accueillies dans les classements. Les classements musicaux en Suisse recensent un total de onze albums Thunderdome ayant atteint le top 10 des compilations. L'album Thunderdome X - Sucking For Blood atteint la cinquième place du classement pendant huit semaines consécutives. Lorsque l'album de Thunderdome est de nouveau commercialisé en 2010, Ben Martijn (un nouveau membre du groupe musical Party Animals) rédige un accueil favorable sur le site FOK! expliquant que « [l'album est] historique et indispensable pour la collection des véritables fans de hardcore. » Le site Gabber.no.sapo.pt note positivement les six premiers albums de la série entre 4 et 5 étoiles,,,,,.

### Produits dérivés et images
ID&T, propriétaire de la marque « Thunderdome », a largement fait usage du concept Thunderdome et de son logo, The Wizard en français : « le sorcier », dans sa politique merchandising, notamment au travers d'une large gamme de produits dérivés incluant bombers, casquettes, enregistrement vidéo des soirées sur VHS, slipmats, et même préservatifs, le tout organisé par un énergique service de vente par correspondance, le Ravers Phone. Au vu de l'évolution de la scène gabber, plus féminisée, moins radicale musicalement parlant, l'année 2000 devait correspondre à un changement de logo. Toutefois, à la suite de la mise au repos du concept cette année-là, le projet reste sans suite.
L'identité visuelle de Thunderdome, outre le Wizard, a également contribué à sa popularité. Les artworks des pochettes sont l’œuvre de Victor Feenstra, auteur pour les compilations à partir de Thunderdome VII - Injected With Poison jusqu'à Thunderdome XIX - Cursed By Evil Sickness inclus. Le DJ Ben Liebrand s'est chargé de la création des spots publicitaires promouvant la série dans les années 1990.

The Wizard.
Projet de nouveau logo, non retenu (2000)

## Récompense
- Gouden Kabouter 2013 : meilleur événement hardcore[138]